# You Can Call Me Al
"You Can Call Me Al" is een nummer van de Amerikaanse zanger-muzikant Paul Simon. Het werd in juli 1986 door Warner Bros. Records als eerste single van zijn album Graceland eerst in de VS en Canada uitgebracht. Op de B-kant stond het lied "Gumboots". Op 5 september dat jaar werd het nummer ook in Europa, Australië, Nieuw-Zeeland, Japan en Zuid-Afrika op single uitgebracht.
Simon verzorgde zelf de muzikale productie, met Roy Halee als opnametechnicus. De muziek werd opgenomen in The Hit Factory in New York.. Degene die verantwoordelijk was voor de namen Al en Betty was Pierre Boulez, een klassiek dirigent en componist. Hij had de namen van Paul (Al) en diens vrouw Peggy (Betty) tijdens een feestje niet goed verstaan.

## Achtergrond
De single werd wereldwijd een hit en bereikte in het Verenigd Koninkrijk de 4e positie in de UK Singles Chart in thuisland de Verenigde Staten  aanvankelijk de 44ste positie in de Billboard Hot 100. "You Can Call Me Al" werd in maart 1987 opnieuw uitgegeven. Het bereikte toen de 23ste positie in de Verenigde Staten.
In Nederland was de plaat op zondag 17 augustus 1986 de 137e Speciale Aanbieding (nog voor de officiële uitgave van de single in Europa) bij de KRO op Radio 3 en werd een grote hit in de destijds twee landelijke hitlijsten op de nationale publieke popzender. De single bereikte de 5e positie in de Nationale Hitparade en piekte op de 2e positie in de Nederlandse Top 40.
In België bereikte de plaat de 2e positie in zowel de voorloper van de Vlaamse Ultratop 50 als de Vlaamse Radio 2 Top 30. In Wallonië werd géén notering behaald.
In de door Gary Weis geregisseerde muziekvideo zit Simon naast acteur Chevy Chase, die het liedje playbackt. Voordat deze clip werd opgenomen, zou Simon twee andere video's hebben afgewezen omdat hij die te dwaas ("too silly") vond.
Al Gore gebruikte "You Can Call Me Al" in 1992 voor zijn campagne voor het vicepresidentschap van de Verenigde Staten.

## Hitnoteringen
| Hitlijst            | Hoogste positie |
| ------------------- | --------------- |
| Australië           | 2               |
| Canada              | 11              |
| Ierland             | 2               |
| Nederland           | 2               |
| Nieuw-Zeeland       | 6               |
| Verenigd Koninkrijk | 4               |
| Verenigde Staten    | 23              |

### NPO Radio 2 Top 2000
| Nummer met noteringen in de NPO Radio 2 Top 2000 | '99 | '00 | '01 | '02 | '03 | '04 | '05 | '06 | '07  | '08 | '09 | '10  | '11 | '12 | '13 | '14 | '15 | '16 | '17 | '18 | '19 | '20 | '21 | '22 | '23 | '24 |
| ------------------------------------------------ | --- | --- | --- | --- | --- | --- | --- | --- | ---- | --- | --- | ---- | --- | --- | --- | --- | --- | --- | --- | --- | --- | --- | --- | --- | --- | --- |
| You Can Call Me Al                               | 635 | 601 | 135 | 640 | 874 | 927 | 679 | 955 | 1238 | 837 | 927 | 1061 | 868 | 679 | 577 | 693 | 709 | 607 | 713 | 676 | 762 | 786 | 731 | 871 | 968 | 902 |

1. ↑  Een vetgedrukt getal geeft de hoogste notering aan.